# Stygonitocrella insularis
Stygonitocrella insularis is een eenoogkreeftjessoort uit de familie van de Ameiridae. De wetenschappelijke naam van de soort is voor het eerst geldig gepubliceerd in 1962 door Miura.